# Gare routière internationale de Marseille Saint-Charles
La gare routière internationale de Marseille Saint-Charles est la principale gare routière de Marseille. Elle est située le long de la halle Honorat de la gare de Marseille-Saint-Charles, dans le 3e arrondissement, qui forme ainsi un pôle multimodal avec la gare SNCF et la station de métro.
La gare routière est gérée par le Syndicat mixte de la gare routière de Marseille, qui regroupe la métropole d'Aix-Marseille-Provence, le conseil départemental des Bouches-du-Rhône et le conseil régional de Provence-Alpes-Côte d'Azur. Elle est exploitée par la RTM.

## Histoire
La gare routière était précédemment située place Victor-Hugo, en contrebas de la gare Saint-Charles. Cette dernière fait l'objet de travaux d'agrandissement dans les années 2000, dans le cadre du programme Euroméditerranée : la gare routière est déplacée sur son emplacement actuel en 2005. Elle jouxte la halle Honnorat, nouveau hall de la gare Saint-Charles, inauguré en 2007.
L'exploitation de la gare routière est confiée à la RTM depuis le 1er janvier 2012.

## Caractéristiques

### Quais et lignes desservant la gare
La gare routière compte 27 quais regroupés en trois terminaux :
- à l'ouest, le long de la halle Honnorat, se trouvent les quais 1, 2 et 3, qui accueillent les lignes nationales internationales Flixbus et BlablaCar Bus, et 4 à 15, qui accueillent les lignes départementales LeCar (Cartreize) ;
- à l'est, les quais 16, 17 et 18 les lignes régionales LER Zou ! ;
- au sud, parallèlement aux voies ferroviaires, les quais 25, 26 et 27 accueillent les arrêts des lignes urbaines de la RTM.

### Accès et connexions
La gare routière est accessible par la route en remontant le boulevard d'Athènes en venant du centre-ville, en remontant la rue Honnorat en venant du boulevard National ou l'avenue du Général Leclerc en venant de la Porte d'Aix et l'autoroute Nord. Elle est desservie par le réseau RTM (lignes 1 et 2 du métro, bus 52, 56 et 82S) et, via la gare Saint-Charles, les réseaux TER, Intercités et TGV de la SNCF ainsi que le TGV Lyria, Thalys et Eurostar.
La gare routière est le point de départ de ligne directe Cartreize entre l'aéroport de Marseille Provence et Marseille.

## Liste des lignes
| Quais | Réseaux                     | Lignes - Destinations                                                                                           |
| ----- | --------------------------- | --- |
| 1     |                             | Nice, Barcelone, Lyon, Montpellier, Toulouse, Cannes, Aéroport Provence, Paris                                  |
| 2     |                             | Nice, Barcelone, Lyon, Montpellier, Toulouse, Cannes, Aéroport Provence, Paris                                  |
| 3     |                             | Nice, Barcelone, Lyon, Montpellier, Toulouse, Cannes, Aéroport Provence, Paris                                  |
| 4     | Le car                      | 33 - Gignac, Châteauneuf, La Mède ; 34 - Martigues                                                              |
| 5     | Le car                      | 88 - Vitrolles par autoroute                                                                                    |
| 6     | Le car                      | 89 - Les Pennes-Mirabeau                                                                                        |
| 7     | Le car                      | 48 - Aix-en-Provence Mauriat                                                                                    |
| 8     | Le car                      | 50 - Aix-en-Provence                                                                                            |
| 9     | Le car                      | 50 - Aix-en-Provence                                                                                            |
| 10    | Le car                      | 50 - Aix-en-Provence par autoroute                                                                              |
| 11    | Le car                      | 51 - Aix-en-Provence par route nationale 8                                                                      |
| 12    | Le car                      | 53 - Aix-en-Provence Europole de l'Arbois via ZI Les Milles                                                     |
| 13    | Le car                      | 91 - Aéroport de Marseille Provence                                                                             |
| 14    | Le car                      | 91 - Aéroport de Marseille Provence                                                                             |
| 15    | Le car · Bus Transmétropole | 64 - Trets ; C8 - Le Rove, Ensuès-la-Redonne, Carry-le-Rouet, Sausset-les-Pins                                  |
| 16    | LER                         | 94 - Pourcieux, Saint-Maximin, Brignoles                                                                        |
| 17    | LER                         | 65 - Volx, Manosque, Forcalquier ; 68 - Manosque, Digne, Barcelonnette ; 69 - Manosque, Sisteron, Gap, Briançon |
| 18    | LER                         | 67 - Gréoux, Riez, Castellane                                                                                   |
| 25    | RTM                         | - Géraniums ; - Foch 5 avenues ; Quai de dépose                                                                 |
| 26    | RTM                         | - Pharo Catalans                                                                                                |
| 27    | RTM                         | - Mobimétropole                                                                                                 |